# Анри Фајол
Анри Фајол (фр. Henri Fayol; Истамбул, 29. јул 1841 — Париз, 19. новембар 1925) сматра се творцем класичне организационе теорије. Он теорију организације и управљања дефинише као колекцију принципа, правила, метода и процедура који су настали и проверени кроз опште искуство.
Фајол је међу првима разрадио функционални принцип организовања и истакао менаџмент као једну од значајних активности у предузећу.
Своју теорију засновао је на огромном искуству стеченом у једном предузећу, за које је радио читав живот.
Фајол је менаџмент (управљање) описао као предвиђање, планирање (замишљање), наређивање, приређивање, надгледање у току достизања циљeва предузећа. У том смислу, он је утврдио шест кључних предузетничких активности:
- техничке (производња),
- комерцијалне (купопродаја),
- финансијске (капитал),
- обезбеђење (чување имовине),
- рачуноводствене, и
- менаџерске.

Поставио је и 14 општих начела управљања.
1. Радне дивизије - односи се на специјализацију и поделу рада
2. Ауторитет - обухвата моћ да се дају наређења и да се утиче на друге
3. Дисциплина - подразумева дисциплину унутар организације и њених чланова
4. Јединство командовања - запослени могу добијати наређења само од једног претпостављеног
5. Јединство усмерености - заједничка група активности у оквиру једног плана има исти циљ
6. Подређеност појединачних интереса општим интересима - елиминисање себичности, ароганције, личних амбиција
7. Награђивање према раду - давање не само плата, већ и бонуса и различитих бенефиција
8. Централизација или децентрализација - питање пропорције у дељењу ауторитета
9. Хијерархија ауторитета - рангирање ауторитета од највиших у организацији до најнижих
10. Поредак - Ред - обезбеђује да се ствари налазе на свом месту
11. Правичност - фер и поштен однос између запослених у организацији
12. Стабилност положаја запослених - планирање кадрова
13. Иницијатива - подстицање појединаца да дају пун допринос организацији
14. Дух заједништва - обезбеђивање хармоније унутар организације